# Maresa Hörbiger

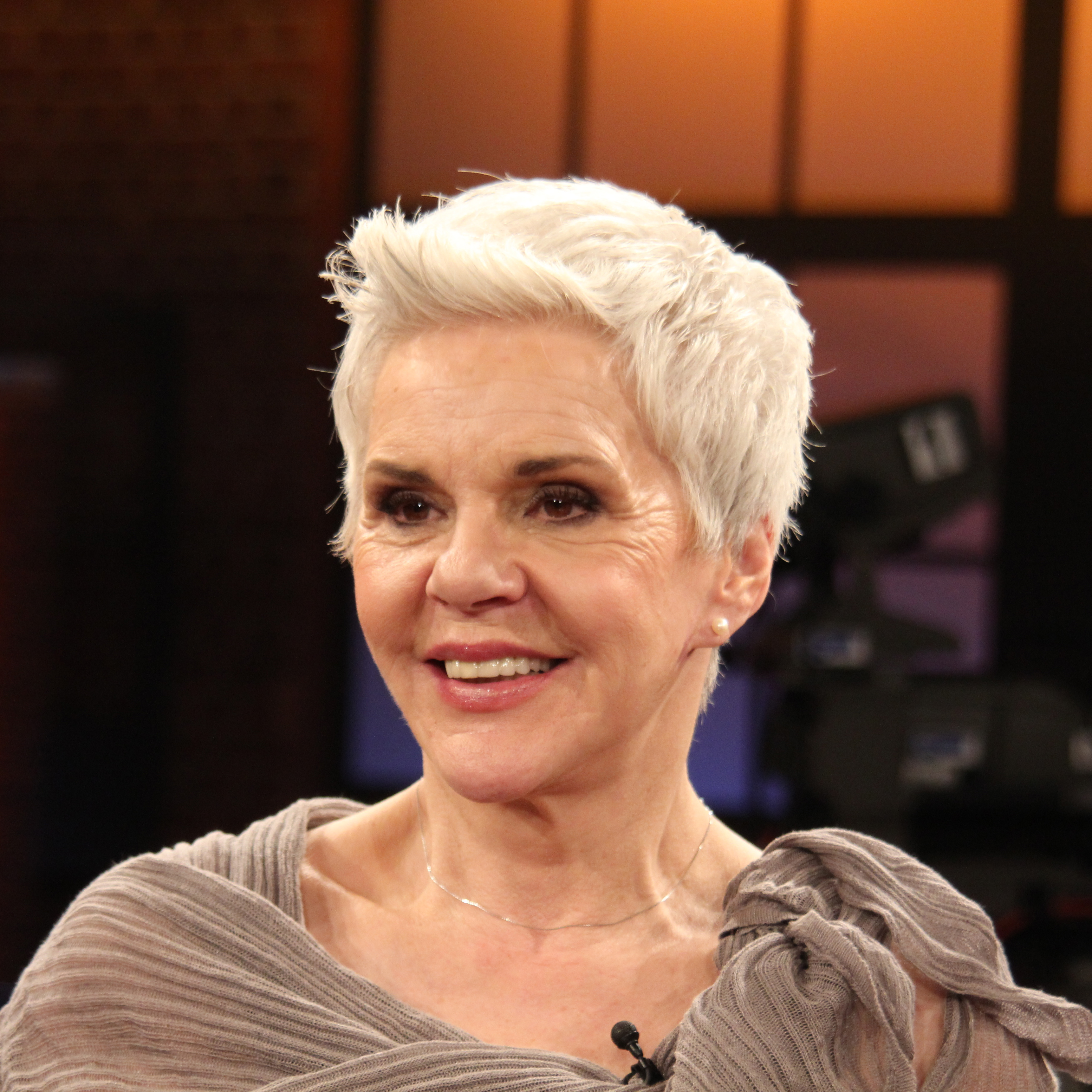
Maresa Hörbiger in der Fernsehsendung Kölner Treff, 2012

Maria Theresia „Maresa“ Hörbiger (* 29. Jänner 1945 in Seefeld in Tirol) ist eine österreichische Kammerschauspielerin.

## Leben

### Familie und Ausbildung
Maresa Hörbiger stammt aus einer Künstlerfamilie. Sie ist die jüngste von drei Töchtern des Schauspielerehepaars Attila Hörbiger (1896–1987) und Paula Wessely (1907–2000) sowie eine Nichte des Schauspielers Paul Hörbiger (1894–1981). Ihre Schwestern sind die Schauspielerinnen Elisabeth Orth (1936–2025) und Christiane Hörbiger (1938–2022). Cornelius Obonya (* 1969) ist ihr Neffe. Christian Tramitz (* 1955) ist ihr Neffe 2. Grades, Mavie Hörbiger (* 1979) ihre Nichte 2. Grades.
Dem Willen ihrer Eltern nach, sollte sie ursprünglich nicht wie ihre beiden älteren Schwestern auch Schauspielerin werden. Deshalb besuchte sie nach ihrer Matura die Hochschule für Welthandel und arbeitete für eine Zeitung als Journalistin. Sie wollte beim Kurier unter Hugo Portisch beginnen, der ihr aber zum Schauspielfach riet. So entschied sie sich doch anders und nahm mit Zustimmung ihrer Eltern Schauspielunterricht am Max-Reinhardt-Seminar.

### Schauspielkarriere
Ihre ersten Engagements erhielt Hörbiger am Theater Regensburg und den Bühnen Bern. Sie spielte an den Staatlichen Schauspielbühnen Berlin. Im Herbst 1972 wurde sie Mitglied des Wiener Burgtheaters. Dort stand sie mehrmals zusammen mit ihrem Vater auf der Bühne. Besonders erfolgreich war sie 1974 als Recha in Nathan der Weise und 1976 als das Gretchen in Faust. 1985/1986 gastierte sie am Schillertheater und im Schlossparktheater in Berlin. 1991 hatte sie ein Gastspiel am dortigen Renaissance-Theater. Im Sommer 2008 stand sie bei den Bad Leonfeldner Sommerfestspielen im Musical Cabaret neben Karl M. Sibelius unter der Intendanz von Thomas Kerbl auf der Bühne.
Neben zahlreichen Theaterrollen war Hörbiger zwischen 1967 und 2019 auch in über 30 Film- und Fernsehproduktionen zu sehen. 1967 gab sie ihr Filmdebüt als Luise Millerin in Gerhard Klingenbergs Kabale und Liebe nach Friedrich Schiller. Rudolf Jugert besetzte sie 1971 in seinen beiden Schweizer Märchenkurzfilmen Schneewittchen und Allerleirauh jeweils in der Titelrolle der jungen Prinzessin. In Torsten C. Fischers Filmbiografie Romy übernahm sie 2009 die Rolle der Schauspielerin Magda Schneider. 2011 war sie mit Meine Schwester erstmals gemeinsam an der Seite ihrer Schwester Christiane in einem Film zu sehen. Von 2014 bis 2019 spielte sie die durchgehende Rolle der Galeristin Grit Lang in der ZDF-Arztserie Dr. Klein.
Im Jahr 2005 wurde Hörbiger von Bundespräsident Heinz Fischer zur Kammerschauspielerin ernannt. 2016 wurde ihr der Berufstitel Professorin verliehen.

### Privates
Maresa Hörbiger heiratete am 16. Dezember 1976 den Schauspieler Dieter Witting (1943–2023). Die Ehe wurde sieben Jahre später geschieden. Ihr gemeinsamer Sohn Manuel Witting (* 1977) ergriff ebenfalls den Schauspielberuf.
Von ihren Eltern erbte sie deren 480 m² Nutzfläche bietendes Haus in Grinzing, Wien 19., Himmelstraße 24, das so genannte Hörbigerhaus. Sie bewohnte es mit ihrem Sohn und betrieb dort das „Theater im Himmel“ und ab 2003 den „Hörbiger-Kultursalon“, bevor sie es im Einvernehmen mit ihren Schwestern 2015 verkaufte und für sich „ein kleines Winzerhaus gleich ums Eck in der Cobenzlgasse“ erwarb.

## Filmografie
- 1967: Kabale und Liebe (Fernsehfilm)
- 1971: Schneewittchen (Fernsehfilm)
- 1971: Die heilige Johanna (Fernsehfilm)
- 1972: Der Kommissar (Fernsehserie, Folge Mykonos)
- 1974: Die Jagdgesellschaft (Fernsehfilm)
- 1976: Der Raub der Sabinerinnen (Fernsehfilm)
- 1976: Derrick (Fernsehserie, Folge Der Mann aus Portofino)
- 1977: Allerleirauh (Fernsehfilm)
- 1981: Ringstraßenpalais (Fernsehserie)
- 1983: In Zeiten wie diesen (Fernsehfilm)
- 1995: Die Ameisenstraße
- 2000: Trautmann (Fernsehserie, Folge Wer heikel ist, bleibt übrig)
- 2003: Ausgeliefert (Fernsehfilm)
- 2004: Kommissar Rex (Fernsehserie, Folge Schnappschuss)
- 2005: Tatort – Die schlafende Schöne
- 2006: Der Winzerkönig (Fernsehserie, 2 Folgen)
- 2008: Die Liebe ein Traum (Fernsehfilm)
- 2009: Lilly Schönauer – Heimkehr ins Glück (Fernsehreihe)
- 2009: Romy (Fernsehfilm)
- 2010: Schnell ermittelt (Fernsehserie, Folge Schnappschuss)
- 2011: Meine Schwester (Fernsehfilm)
- 2011: Die Abstauber (Fernsehfilm)
- 2012: Katie Fforde – Diagnose Liebe (Fernsehreihe)
- 2013: SOKO Stuttgart (Fernsehserie, Folge Am seidenen Faden)
- 2014–2019: Dr. Klein (Fernsehserie, 58 Folgen)
- 2014: Katie Fforde – Geschenkte Jahre
- 2014: Der Bergdoktor (Fernsehserie, Folge Enttäuschte Erwartungen)
- 2015: Inga Lindström: In deinem Leben (Fernsehreihe)
- 2015: Vier Frauen und ein Todesfall (Fernsehserie, Folge Denkzettel)
- 2017: Hexe Lilli rettet Weihnachten
- 2018: SOKO Stuttgart (Fernsehserie, Folge Crashman)